# Pasil
Pasil (Bayan ng Pasil) är en kommun i Filippinerna. Kommunen ligger på ön Luzon, och tillhör provinsen Kalinga. Folkmängden uppgår till 9 360 invånare.
Pasil är indelat i 14 barangayer.